# Ad de Bruijne (theoloog)
Ad de Bruijne (Amsterdam, 3 mei 1959) is een Nederlands hoogleraar en theoloog. 

## Levensloop
Hij studeerde theologie aan de Theologische Hogeschool te Kampen en werd daarna predikant in de Gereformeerde Kerken vrijgemaakt. Hij keerde terug naar deze universiteit om daar universitair docent ethiek en encyclopedie van de theologie (i.e. studie over de theologie zelf) te worden. 
Hij promoveerde in 2006 tot doctor aan de Universiteit Leiden op het proefschrift Levend in Leviatan, een onderzoek naar de theorie over 'christendom' in de politieke theologie van Oliver O'Donovan. Vanaf 2008 is De Bruijne hier hoogleraar ethiek en spiritualiteit. Tot 2011 was hij de hoofdredacteur van het blad De Reformatie dat inmiddels is gefuseerd met Opbouw.